# Сведочанства
Сведочанства је књижевни часопис, који је излазо десетодневно у Београду 1924. и 1925. године.
Објављивала су, поводом заједничких тема или повода, текстове Душана Матића, Растка Петровића, Александра Вуча, Марка Ристића, Тина Ујевића и других савременика.